# Lijst van gemeentelijke monumenten in Schagen (gemeente)
De gemeente Schagen heeft 144 gemeentelijke monumenten. Hieronder een overzicht. 

## Burgerbrug
De plaats Burgerbrug kent 7 gemeentelijke monumenten:
| Object                                          | Bouwjaar | Architect       | Locatie             | Coördinaten                   | Nr.           | Afbeelding        |
| ----------------------------------------------- | -------- | --------------- | ------------------- | ----------------------------- | ------------- | ----------------- |
| Elektrisch gemaal                               |          |                 | Burgerweg 79        | 52° 44' 46" NB, 4° 42' 32" OL | 0441/GM8.90.1 | Elektrisch gemaal |
| Kop-rompboerderij                               |          |                 | Grote Sloot 4       | 52° 44' 3" NB, 4° 41' 32" OL  | 0441/GM8.20.2 | Kop-rompboerderij |
| R.K. O.L. Vrouw Geboortekerk                    | 1866     | Theo Molkenboer | Grote Sloot 112-114 | 52° 45' 1" NB, 4° 42' 16" OL  | 0441/GM8.30.1 | Meer afbeeldingen |
| Tegeltableau in voorgevel R.K. St. Josephschool |          |                 | Grote Sloot 116 a   | 52° 45' 2" NB, 4° 42' 18" OL  | 0441/GM8.90.2 | Upload foto       |
| Transformatorgebouwtje                          |          |                 | Grote Sloot 121     | 52° 45' 35" NB, 4° 42' 39" OL | 0441/GM8.90.3 | Upload foto       |
| Boerderij                                       |          |                 | Grote Sloot 130     | 52° 45' 13" NB, 4° 42' 27" OL | 0441/GM8.20.1 | Upload foto       |
| Dubbel woonhuis                                 |          |                 | Ruigeweg 4-6        | 52° 45' 9" NB, 4° 41' 19" OL  | 0441/GM8.10.1 | Dubbel woonhuis   |

## Burgervlotbrug
De plaats Burgervlotbrug kent 2 gemeentelijke monumenten:
| Object                                       | Bouwjaar | Architect | Locatie       | Coördinaten                   | Nr.           | Afbeelding                                  |
| -------------------------------------------- | -------- | --------- | ------------- | ----------------------------- | ------------- | ------------------------------------------- |
| Woonhuis Dit pand is in maart 2018 gesloopt. |          |           | Rijksweg 8    | 52° 45' 8" NB, 4° 40' 54" OL  | 0441/GM6.10.2 | WoonhuisDit pand is in maart 2018 gesloopt. |
| Voormalige Doopsgezinde Vermaning            |          |           | Pettemerweg 1 | 52° 45' 14" NB, 4° 40' 51" OL | 0441/GM6.30.1 | Voormalige Doopsgezinde Vermaning           |

## Callantsoog
De plaats Callantsoog kent 11 gemeentelijke monumenten:
| Object                                      | Bouwjaar | Architect | Locatie            | Coördinaten                   | Nr.           | Afbeelding                                  |
| ------------------------------------------- | -------- | --------- | ------------------ | ----------------------------- | ------------- | ------------------------------------------- |
| Woonhuis                                    |          |           | Dorpsplein 31      | 52° 50' 10" NB, 4° 41' 40" OL | 0441/GM2.10.1 | Woonhuis                                    |
| Lichtopstand                                |          |           | Duinweg 33 nabij   | 52° 52' 7" NB, 4° 42' 37" OL  | 0441/GM2.90.1 | Upload foto                                 |
| Woonhuis                                    |          |           | Helmweg 28         | 52° 51' 27" NB, 4° 43' 47" OL | 0441/GM2.10.2 | Woonhuis                                    |
| Woonhuis met stolpschuur                    |          |           | Parallelweg 54     | 52° 51' 55" NB, 4° 45' 38" OL | 0441/GM2.20.1 | Upload foto                                 |
| Grafsteen burgemeester P. van Marken        |          |           | Kerkplein 1        | 52° 50' 6" NB, 4° 41' 37" OL  | 0441/GM2.40.1 | Grafsteen burgemeester P. van Marken        |
| Grafsteen John Wright en Charles N.P. Moxon |          |           | Kerkplein 1        | 52° 50' 6" NB, 4° 41' 37" OL  | 0441/GM2.40.2 | Grafsteen John Wright en Charles N.P. Moxon |
| Grafsteen mr. Dirk Burger                   |          |           | Kerkplein 1        | 52° 50' 6" NB, 4° 41' 37" OL  | 0441/GM2.40.3 | Meer afbeeldingen                           |
| Houten zomerhuis                            |          |           | Op het Landtweg 15 | 52° 50' 11" NB, 4° 41' 35" OL | 0441/GM2.50.1 | Houten zomerhuis                            |
| Stolpboerderij                              |          |           | Scheidingsvliet 11 | 52° 52' 8" NB, 4° 43' 40" OL  | 0441/GM2.20.2 | Upload foto                                 |
| Houten zomerhuis                            |          |           | Zeeweg 11          | 52° 50' 6" NB, 4° 41' 41" OL  | 0441/GM2.50.2 | Houten zomerhuis                            |
| Zomerhuis                                   |          |           | Zeeweg 38          | 52° 50' 8" NB, 4° 41' 52" OL  | 0441/GM2.50.3 | Zomerhuis                                   |

## Dirkshorn
De plaats Dirkshorn kent 1 gemeentelijk monument:
| Object             | Bouwjaar | Architect | Locatie           | Coördinaten                 | Nr.        | Afbeelding        |
| ------------------ | -------- | --------- | ----------------- | --------------------------- | ---------- | ----------------- |
| Gereformeerde Kerk | 1919     |           | Raadhuisstraat 80 | 52° 45' 1" NB, 4° 46' 3" OL | 0441/WN021 | Meer afbeeldingen |

## Groenveld
De plaats Groenveld kent 1 gemeentelijk monument:
| Object              | Bouwjaar | Architect | Locatie           | Coördinaten                   | Nr.        | Afbeelding  |
| ------------------- | -------- | --------- | ----------------- | ----------------------------- | ---------- | ----------- |
| Vrijstaand woonhuis | 1910     |           | Groenveldsdijk 26 | 52° 45' 58" NB, 4° 46' 44" OL | 0441/WN022 | Upload foto |

## Krabbendam
De plaats Krabbendam kent 2 gemeentelijke monumenten:
| Object                     | Bouwjaar | Architect | Locatie           | Coördinaten                   | Nr.        | Afbeelding          |
| -------------------------- | -------- | --------- | ----------------- | ----------------------------- | ---------- | ------------------- |
| Langhuisstolp "Paarlhoeve" |          |           | Westfriesedijk 92 | 52° 43' 50" NB, 4° 42' 9" OL  | 0441/WN023 | Upload foto         |
| Vrijstaand woonhuis        |          |           | Westfriesedijk 94 | 52° 43' 54" NB, 4° 42' 11" OL | 0441/WN024 | Vrijstaand woonhuis |

## Oudesluis
De plaats Oudesluis kent 3 gemeentelijke monumenten:
| Object         | Bouwjaar | Architect | Locatie         | Coördinaten                   | Nr.           | Afbeelding        |
| -------------- | -------- | --------- | --------------- | ----------------------------- | ------------- | ----------------- |
| Dijkwoning     |          |           | Noorderweg 1    | 52° 49' 57" NB, 4° 48' 44" OL | 0441/GM9.10.1 | Upload foto       |
| Stolpboerderij |          |           | Grote Sloot 456 | 52° 48' 60" NB, 4° 47' 32" OL | 0441/GM9.20.1 | Upload foto       |
| Hervormde Kerk |          |           | Noorderweg 14a  | 52° 50' 3" NB, 4° 48' 38" OL  | 0441/GM9.30.1 | Meer afbeeldingen |

## Petten
De plaats Petten kent 2 gemeentelijke monumenten:
| Object                       | Bouwjaar | Architect | Locatie        | Coördinaten                   | Nr.           | Afbeelding        |
| ---------------------------- | -------- | --------- | -------------- | ----------------------------- | ------------- | ----------------- |
| Grafzerken bij begraafplaats |          |           | Bergeendstraat | 52° 45' 59" NB, 4° 39' 26" OL | 0441/GM7.40.1 | Meer afbeeldingen |
| Voormalig koloniehuis        |          |           | Korfwaterweg 1 | 52° 46' 20" NB, 4° 39' 46" OL | 0441/GM7.90.1 | Meer afbeeldingen |

## Schagen
De plaats Schagen kent 76 gemeentelijke monumenten, zie de Lijst van gemeentelijke monumenten in Schagen (plaats)

## Schagerbrug
De plaats Schagerbrug kent 12 gemeentelijke monumenten:
| Object                   | Bouwjaar | Architect | Locatie                      | Coördinaten                   | Nr.           | Afbeelding           |
| ------------------------ | -------- | --------- | ---------------------------- | ----------------------------- | ------------- | -------------------- |
| Woonhuis                 |          |           | Grote Sloot 318              | 52° 48' 2" NB, 4° 45' 23" OL  | 0441/GM1.10.1 | Upload foto          |
| Woonhuis                 |          |           | Grote Sloot 325              | 52° 48' 5" NB, 4° 45' 25" OL  | 0441/GM1.10.2 | Upload foto          |
| Woonhuis                 |          |           | Grote Sloot 339              | 52° 48' 7" NB, 4° 45' 29" OL  | 0441/GM1.10.3 | Woonhuis             |
| Voormalig winkelhuis     |          |           | Grote Sloot 341              | 52° 48' 7" NB, 4° 45' 30" OL  | 0441/GM1.90.3 | Voormalig winkelhuis |
| Woonhuis                 |          |           | Grote Sloot 377              | 52° 48' 14" NB, 4° 45' 43" OL | 0441/GM1.10.4 | Upload foto          |
| Kop-rompboerderij        |          |           | Grote Sloot 410              | 52° 48' 30" NB, 4° 46' 27" OL | 0441/GM1.20.1 | Kop-rompboerderij    |
| Woonhuis                 |          |           | Schagerweg 46                | 52° 48' 5" NB, 4° 45' 40" OL  | 0441/GM1.10.5 | Upload foto          |
| Renteniershuis           |          |           | Schagerweg 49                | 52° 48' 6" NB, 4° 45' 41" OL  | 0441/GM1.10.6 | Upload foto          |
| Stolpboerderij           |          |           | Ruigeweg 103                 | 52° 48' 2" NB, 4° 43' 40" OL  | 0441/GM1.20.2 | Upload foto          |
| Elektrisch gemaal        |          |           | Grote Sloot 396-398 nabij te |                               | 0441/GM1.90.1 | Upload foto          |
| Schuur                   |          |           | Korte Ruigeweg 25 achter     |                               | 0441/GM1.90.2 | Upload foto          |
| Voormalig stationsgebouw |          |           | J.A. de Boerstraat 9         | 52° 48' 1" NB, 4° 45' 30" OL  | 0441/GM1.90.4 | Upload foto          |

## Schoorldam
De plaats Schoorldam kent 2 gemeentelijke monumenten:
| Object         | Bouwjaar | Architect | Locatie           | Coördinaten                  | Nr.        | Afbeelding        |
| -------------- | -------- | --------- | ----------------- | ---------------------------- | ---------- | ----------------- |
| Stolpboerderij | 1909     |           | Westfriesedijk 29 | 52° 42' 26" NB, 4° 43' 6" OL | 0441/WN118 | Meer afbeeldingen |
| Stolpboerderij | 1876     |           | Westfriesedijk 40 | 52° 42' 26" NB, 4° 43' 9" OL | 0441/WN119 | Upload foto       |

## Sint Maartensbrug
De plaats Sint Maartensbrug kent 3 gemeentelijke monumenten:
| Object                     | Bouwjaar | Architect | Locatie            | Coördinaten                   | Nr.           | Afbeelding        |
| -------------------------- | -------- | --------- | ------------------ | ----------------------------- | ------------- | ----------------- |
| Voormalige arbeiderswoning |          |           | Grote Sloot 204    | 52° 46' 54" NB, 4° 43' 46" OL | 0441/GM4.10.1 | Upload foto       |
| Grafsteen Willem 't Hart   |          |           | Sint Maartensbrug  | 52° 46' 59" NB, 4° 43' 40" OL | 0441/GM4.40.1 | Meer afbeeldingen |
| Buitenplee                 |          |           | Ruigeweg 82 achter |                               | 0441/GM4.90.1 | Upload foto       |

## Sint Maartensvlotbrug
De plaats Sint Maartensvlotbrug kent 5 gemeentelijke monumenten:
| Object                             | Bouwjaar | Architect | Locatie              | Coördinaten                   | Nr.           | Afbeelding  |
| ---------------------------------- | -------- | --------- | -------------------- | ----------------------------- | ------------- | ----------- |
| Voormalige brugwachterswoning      |          |           | Sint Maartensweg 2   | 52° 47' 10" NB, 4° 42' 29" OL | 0441/GM5.10.1 | Upload foto |
| Voormalige directeurswoning        |          |           | Sint Maartensweg 7   | 52° 47' 9" NB, 4° 42' 35" OL  | 0441/GM5.10.2 | Upload foto |
| Voormalige dubbele arbeiderswoning |          |           | Sint Maartensweg 1-3 | 52° 47' 10" NB, 4° 42' 31" OL | 0441/GM5.10.3 | Upload foto |
| Voormalig hooihuis met stal        |          |           | Ruigeweg 74 nabij    |                               | 0441/GM5.90.1 | Upload foto |
| Voormalige zuivelfabriek           |          |           | Sint Maartensweg 5   | 52° 47' 11" NB, 4° 42' 34" OL | 0441/GM5.90.2 | Upload foto |

## 't Zand
De plaats 't Zand kent 6 gemeentelijke monumenten:
| Object                         | Bouwjaar | Architect | Locatie              | Coördinaten                   | Nr.           | Afbeelding        |
| ------------------------------ | -------- | --------- | -------------------- | ----------------------------- | ------------- | ----------------- |
| Voormalige brugknechtswoning   |          |           | Oude Rijksweg 103    | 52° 38' 18" NB, 6° 11' 48" OL | 0441/GM3.10.1 | Upload foto       |
| Voormalige landarbeiderswoning |          |           | Korte Belkmerweg 29a | 52° 50' 27" NB, 4° 47' 32" OL | 0441/GM3.10.2 | Upload foto       |
| Kop-rompboerderij              |          |           | Korte Belkmerweg 21  | 52° 49' 48" NB, 4° 46' 0" OL  | 0441/GM3.20.1 | Upload foto       |
| Rooms Katholieke Kerk          |          |           | Keinsmerweg 3        | 52° 50' 13" NB, 4° 45' 19" OL | 0441/GM3.30.1 | Meer afbeeldingen |
| Hooihuis                       |          |           | Korte Bosweg 41      | 52° 50' 23" NB, 4° 45' 52" OL | 0441/GM3.90.1 | Upload foto       |
| Sluishoofd                     |          |           | Kanaalkade 72-73     | 52° 50' 45" NB, 4° 45' 31" OL | 0441/GM3.90.2 | Upload foto       |

## Waarland
De plaats Waarland kent 1 gemeentelijk monument:
| Object                | Bouwjaar | Architect | Locatie          | Coördinaten                   | Nr.        | Afbeelding  |
| --------------------- | -------- | --------- | ---------------- | ----------------------------- | ---------- | ----------- |
| R.K. kerk en Pastorie | 1920     |           | Kerkstraat 53/55 | 52° 43' 36" NB, 4° 49' 37" OL | 0441/WN134 | Upload foto |

## Warmenhuizen
De plaats Warmenhuizen kent 10 gemeentelijke monumenten:
| Object                     | Bouwjaar   | Architect    | Locatie         | Coördinaten                   | Nr.        | Afbeelding                 |
| -------------------------- | ---------- | ------------ | --------------- | ----------------------------- | ---------- | -------------------------- |
| Verenigingsgebouw Diakonie |            |              | Dorpsstraat 12  | 52° 43' 41" NB, 4° 44' 22" OL | 0441/WN135 | Verenigingsgebouw Diakonie |
| Vrijstaand woonhuis        | 1916       |              | Dorpsstraat 22  | 52° 43' 39" NB, 4° 44' 20" OL | 0441/WN136 | Vrijstaand woonhuis        |
| Vrijstaand woonhuis        | 1930       |              | Dorpsstraat 92  | 52° 43' 24" NB, 4° 44' 18" OL | 0441/WN137 | Vrijstaand woonhuis        |
| Onderwijzerswoning         | 1880       |              | Dorpsstraat 104 | 52° 43' 22" NB, 4° 44' 16" OL | 0441/WN138 | Onderwijzerswoning         |
| Vrijstaand woonhuis        | 1910       |              | Dorpsstraat 166 | 52° 43' 17" NB, 4° 44' 12" OL | 0441/WN139 | Vrijstaand woonhuis        |
| Winkel-/woonhuis           | circa 1900 |              | Dorpsstraat 172 | 52° 43' 15" NB, 4° 44' 13" OL | 0441/WN140 | Winkel-/woonhuis           |
| Meisjesschool/Zusterhuis   | 1924       | Jos Duynstee | Dorpsstraat 175 | 52° 43' 18" NB, 4° 44' 18" OL | 0441/WN141 | Meisjesschool/Zusterhuis   |
| Vrijstaand woonhuis        | 1897       |              | Dorpsstraat 205 | 52° 43' 14" NB, 4° 44' 15" OL | 0441/WN142 | Upload foto                |
| Vrijstaand woonhuis        | 1902       |              | Dorpsstraat 219 | 52° 43' 12" NB, 4° 44' 14" OL | 0441/WN143 | Vrijstaand woonhuis        |
| Rentenierswoning           | 1907       |              | Dorpsstraat 245 | 52° 43' 11" NB, 4° 44' 8" OL  | 0441/WN144 | Rentenierswoning           |